# Équipe du Bangladesh féminine de football
Cet article traite de l'équipe féminine. Pour l'équipe masculine, voir Équipe du Bangladesh de football.
Maillots
L'équipe du Bangladesh féminine de football est l'équipe nationale qui représente le Bangladesh dans les compétitions internationales de football féminin. Elle est gérée par la Fédération du Bangladesh de football.
Le Bangladesh  joue son premier match officiel le 29 janvier 2010 contre le Népal, pour une défaite sur le score de 1 à 0. 
Les Bangladaises se sont qualifiées pour la première fois de leur histoire à une phase finale de Coupe d'Asie, à l'occasion de l'édition 2026, leur première participation à une phase finale de compétition majeure. Elles n'ont en revanche jamais participé à la Coupe du monde ou les Jeux olympiques.

## Classement FIFA
| Année              | 2010 | 2011 | 2012 | 2013 | 2014 | 2015 | 2016 | 2017 | 2018 | 2019 | 2020       | 2021 | 2022 | 2023 | 2024 |
| ------------------ | ---- | ---- | ---- | ---- | ---- | ---- | ---- | ---- | ---- | ---- | ---------- | ---- | ---- | ---- | ---- |
| Classement mondial | 128  | 122  | 114  | 100  | 116  | 123  | 114  | 100  | 125  | 130  | Non classé | 143  | 140  | 140  | 132  |

## Palmarès

### Parcours enCoupe du monde
- 1991 à 2011 : Équipe inexistante
- 2015 : Tour préliminaire
- 2019 : Non inscrite
- 2023 : Tour préliminaire
- 2027 : À venir
- 2031 : À venir
- 2035 : À venir

### Parcours enCoupe d'Asie
- 1975 à 2010 : Équipe inexistante
- 2014 : Tour préliminaire
- 2018 : Non inscrite
- 2022 : Tour préliminaire
- 2026 : Qualifiée
- 2029 : À venir

### Parcours enChampionnat d'Asie du Sud
- 2010 : Demi-finaliste
- 2012 : 1er tour
- 2014 : Demi-finaliste
- 2016 :  Finaliste
- 2019 : Demi-finaliste
- 2022 :  Vainqueur
- 2024 :  Vainqueur
- 2026 : À venir

### Parcours aux Jeux d'Asie du Sud
- 2010 :  3e
- 2016 :  3e

### Parcours au Tournoi de développement féminin de Singapour
- 2017 :  3e

## Matchs féminin du Bangladesh par adversaire
Voici le tableau récapitulatif des matchs du Bangladesh répertorié par la FIFA.
| Date              | Lieu                      | Locaux     | Résultat | Visiteur            |
| ----------------- | ------------------------- | ---------- | -------- | ------------------- |
| 29 janvier 2010   | Dacca Bangladesh          | Bangladesh | 0-1      | Népal               |
| 31 janvier 2010   | Dacca Bangladesh          | Bangladesh | 2-0      | Sri Lanka           |
| 2 février 2010    | Dacca Bangladesh          | Bangladesh | 1-0      | Pakistan            |
| 6 février 2010    | Dacca Bangladesh          | Bangladesh | 0-7      | Inde                |
| 6 décembre 2010   | Dacca Bangladesh          | Bangladesh | 7-0      | Bhoutan             |
| 13 décembre 2010  | Cox's Bazar Bangladesh    | Bangladesh | 2-0      | Sri Lanka           |
| 15 décembre 2010  | Cox's Bazar Bangladesh    | Bangladesh | 9-0      | Bhoutan             |
| 17 décembre 2010  | Cox's Bazar Bangladesh    | Bangladesh | 0-6      | Inde                |
| 21 décembre 2010  | Cox's Bazar Bangladesh    | Bangladesh | 0-3      | Népal               |
| 18 mars 2011      | Dacca Bangladesh          | Bangladesh | 0-3      | Inde                |
| 20 mars 2011      | Dacca Bangladesh          | Bangladesh | 0-3      | Ouzbékistan         |
| 7 septembre 2012  | Colombo Sri Lanka         | Bangladesh | 0-3      | Inde                |
| 9 septembre 2012  | Colombo Sri Lanka         | Bangladesh | 1-0      | Bhoutan             |
| 11 septembre 2012 | Colombo Sri Lanka         | Bangladesh | 1-2      | Sri Lanka           |
| 21 mai 2013       | Dacca Bangladesh          | Bangladesh | 0-9      | Thaïlande           |
| 23 mai 2013       | Dacca Bangladesh          | Bangladesh | 0-2      | Iran                |
| 25 mai 2013       | Dacca Bangladesh          | Bangladesh | 0-4      | Philippines         |
| 12 novembre 2014  | Islamabad Pakistan        | Bangladesh | 6-1      | Afghanistan         |
| 14 novembre 2014  | Islamabad Pakistan        | Bangladesh | 1-5      | Inde                |
| 16 novembre 2014  | Islamabad Pakistan        | Bangladesh | 3-1      | Maldives            |
| 19 novembre 2014  | Islamabad Pakistan        | Bangladesh | 0-1      | Népal               |
| 5 février 2016    | Shillong Inde             | Bangladesh | 0-3      | Népal               |
| 7 février 2016    | Shillong Inde             | Bangladesh | 2-1      | Sri Lanka           |
| 9 février 2016    | Shillong Inde             | Bangladesh | 2-0      | Maldives            |
| 13 février 2016   | Shillong Inde             | Bangladesh | 1-5      | Inde                |
| 29 décembre 2016  | siliguri Inde             | Bangladesh | 6-0      | Afghanistan         |
| 31 décembre 2016  | siliguri Inde             | Bangladesh | 0-0      | Inde                |
| 2 janvier 2017    | siliguri Inde             | Bangladesh | 6-0      | Maldives            |
| 4 janvier 2017    | siliguri Inde             | Bangladesh | 1-3      | Inde                |
| 16 février 2017   | Singapour                 | Bangladesh | 0-3      | Singapour           |
| 17 février 2017   | Singapour                 | Bangladesh | 1-2      | Malaisie            |
| 8 novembre 2018   | Rangoun Birmanie          | Bangladesh | 0-5      | Birmanie            |
| 11 novembre 2018  | Singapour                 | Bangladesh | 1-7      | Inde                |
| 13 novembre 2018  | Singapour                 | Bangladesh | 1-1      | Népal               |
| 14 mars 2019      | Biratnagar Népal          | Bangladesh | 2-0      | Bhoutan             |
| 16 mars 2019      | Biratnagar Népal          | Bangladesh | 0-3      | Népal               |
| 20 mars 2019      | Biratnagar Népal          | Bangladesh | 0-4      | Inde                |
| 9 septembre 2021  | Katmandou Népal           | Bangladesh | 1-2      | Népal               |
| 12 septembre 2021 | Katmandou Népal           | Bangladesh | 0-0      | Népal               |
| 19 septembre 2021 | Tachkent Ouzbékistan      | Bangladesh | 0-5      | Jordanie            |
| 22 septembre 2021 | Tachkent Ouzbékistan      | Bangladesh | 0-5      | Iran                |
| 26 septembre 2021 | Tachkent Ouzbékistan      | Bangladesh | 5-0      | Hong Kong           |
| 23 juin 2022      | Dacca Bangladesh          | Bangladesh | 6-0      | Malaisie            |
| 26 juin 2022      | Dacca Bangladesh          | Bangladesh | 0-0      | Malaisie            |
| 7 septembre 2022  | Katmandou Népal           | Bangladesh | 3-0      | Maldives            |
| 10 septembre 2022 | Katmandou Népal           | Bangladesh | 6-0      | Pakistan            |
| 13 septembre 2022 | Katmandou Népal           | Bangladesh | 3-0      | Inde                |
| 16 septembre 2022 | Katmandou Népal           | Bangladesh | 8-0      | Bhoutan             |
| 19 septembre 2022 | Katmandou Népal           | Bangladesh | 3-1      | Népal               |
| 13 juillet 2023   | Dacca Bangladesh          | Bangladesh | 1-1      | Népal               |
| 16 juillet 2023   | Dacca Bangladesh          | Bangladesh | 0-0      | Népal               |
| 22 septembre 2023 | Wenzhou Chine             | Bangladesh | 0-8      | Japon               |
| 25 septembre 2023 | Wenzhou Chine             | Bangladesh | 1-6      | Vietnam             |
| 28 septembre 2023 | Wenzhou Chine             | Bangladesh | 1-1      | Népal               |
| 1er décembre 2023 | Dacca Bangladesh          | Bangladesh | 3-0      | Singapour           |
| 4 décembre 2023   | Dacca Bangladesh          | Bangladesh | 8-0      | Singapour           |
| 31 mai 2024       | Dacca Bangladesh          | Bangladesh | 0-4      | Taipei chinois      |
| 3 juin 2024       | Dacca Bangladesh          | Bangladesh | 0-1      | Taipei chinois      |
| 24 juillet 2024   | Thimphou Bhoutan          | Bangladesh | 5-1      | Bhoutan             |
| 27 juillet 2024   | Thimphou Bhoutan          | Bangladesh | 4-2      | Bhoutan             |
| 20 octobre 2024   | Katmandou Népal           | Bangladesh | 1-1      | Pakistan            |
| 23 octobre 2024   | Katmandou Népal           | Bangladesh | 3-1      | Inde                |
| 27 octobre 2024   | Katmandou Népal           | Bangladesh | 7-1      | Bhoutan             |
| 30 octobre 2024   | Katmandou Népal           | Bangladesh | 2-1      | Népal               |
| 26 février 2025   | Dubaï Émirats arabes unis | Bangladesh | 1-3      | Émirats arabes unis |
| 2 mars 2025       | Dubaï Émirats arabes unis | Bangladesh | 1-3      | Émirats arabes unis |
| 31 mai 2025       | Amman Jordanie            | Bangladesh | 0-0      | Indonésie           |
| 3 juin 2025       | Amman Jordanie            | Bangladesh | 2-2      | Jordanie            |
| 29 juin 2025      | Rangoun Birmanie          | Bangladesh | 7-0      | Bahreïn             |
| 2 juillet 2025    | Rangoun Birmanie          | Bangladesh | 2-1      | Birmanie            |
| 5 juillet 2025    | Rangoun Birmanie          | Bangladesh | 7-0      | Turkménistan        |
| 3 mars 2026       | Sydney Australie          | Bangladesh | -        | Chine               |
| 6 mars 2026       | Sydney Australie          | Bangladesh | -        | Corée du Nord       |
| 9 mars 2026       | Perth Australie           | Bangladesh | -        | Ouzbékistan         |

### Nations rencontrées
| Adversaire          | Joués | Victoires | Matchs nuls | Défaites | Buts pour | Buts contre |
| ------------------- | ----- | --------- | ----------- | -------- | --------- | ----------- |
| Afghanistan         | 2     | 2         | 0           | 0        | 12        | 1           |
| Bahreïn             | 1     | 1         | 0           | 0        | 7         | 0           |
| Bhoutan             | 8     | 8         | 0           | 0        | 43        | 4           |
| Birmanie            | 2     | 1         | 0           | 1        | 2         | 6           |
| Émirats arabes unis | 2     | 0         | 0           | 2        | 2         | 6           |
| Hong Kong           | 1     | 1         | 0           | 0        | 5         | 0           |
| Inde                | 12    | 2         | 1           | 9        | 10        | 44          |
| Indonésie           | 1     | 0         | 1           | 0        | 0         | 0           |
| Iran                | 2     | 0         | 0           | 2        | 0         | 7           |
| Japon               | 1     | 0         | 0           | 1        | 0         | 8           |
| Jordanie            | 2     | 0         | 1           | 1        | 2         | 7           |
| Malaisie            | 3     | 1         | 1           | 1        | 7         | 2           |
| Maldives            | 4     | 4         | 0           | 0        | 14        | 1           |
| Népal               | 13    | 2         | 5           | 6        | 9         | 18          |
| Ouzbékistan         | 1     | 0         | 0           | 1        | 0         | 3           |
| Pakistan            | 3     | 2         | 1           | 0        | 8         | 1           |
| Philippines         | 1     | 0         | 0           | 1        | 0         | 4           |
| Singapour           | 3     | 2         | 0           | 1        | 11        | 3           |
| Sri Lanka           | 4     | 3         | 0           | 1        | 7         | 3           |
| Taipei chinois      | 2     | 0         | 0           | 2        | 0         | 5           |
| Thaïlande           | 1     | 0         | 0           | 1        | 0         | 9           |
| Turkménistan        | 1     | 1         | 0           | 0        | 7         | 0           |
| Vietnam             | 1     | 0         | 0           | 1        | 1         | 6           |

### Bilan
| Rang | Équipe     | Pts | J  | G  | N | P  | Bp  | Bc  | Diff |
| ---- | ---------- | --- | -- | -- | - | -- | --- | --- | ---- |
| #    | Bangladesh | 96  | 70 | 29 | 9 | 32 | 140 | 134 | +6   |

## Les 10 meilleures buteuses
| Rang | Joueur               | Buts | Première sélection |
| ---- | -------------------- | ---- | ------------------ |
| 1    | Sabina Khatun        | 38   | 2009               |
| 2    | Tohura Khatun        | 15   | 2018               |
| 3    | Ritu Porna Chakma    | 13   | 2021               |
| 4    | Krishna Rani Sarkar  | 11   | 2014               |
| 5    | Sirat Jahan Shopna   | 10   | 2014               |
| 6    | Shamsunnahar Jr.     | 6    | 2020               |
| 7    | Aung Mra Ching Marma | 5    | 2009               |
| 7    | Suinu Pru Marma      | 5    | 2009               |
| 9    | Mst. Sagorika        | 4    | 2024               |
| 9    | Afeida Khandaker     | 4    | 2023               |
| 9    | Monika Chakma        | 4    | 2019               |

## Entraîneurs de l'équipe du Bangladesh
| Name                 | Années    | Matchs | Victoires | Nuls | Défaites | % de victoire |
| -------------------- | --------- | ------ | --------- | ---- | -------- | ------------- |
| Golam Rabbani Choton | 2009-2014 | 14     | 6         | 0    | 8        | 42,86         |
| Norio Tsukitate      | 2014      | 7      | 2         | 0    | 5        | 28,57         |
| Golam Rabbani Choton | 2015-2023 | 10     | 4         | 1    | 5        | 40            |
| Saiful Bari Titu     | 2023-2024 | ?      | ?         | ?    | ?        | ?             |
| Peter Butler         | 2023-2024 | 15     | 8         | 3    | 4        | 53,33         |
| Totals               | Totals    | 70     | 29        | 9    | 32       | 41,42         |